# Jermahd Huggins
Jermahd Huggins (* 8. Oktober 2006) ist ein Leichtathletin aus St. Kitts und Nevis, der in diversen Disziplinen an den Start geht.

## Sportliche Laufbahn
Erste Erfahrungen bei internationalen Meisterschaften sammelte Jermahd Huggins bei den CARIFTA Games 2022 in Kingston, bei denen er in 55,57 s die Bronzemedaille im 400-Meter-Hürdenlauf in der U17-Altersklasse gewann und auch über 110 m Hürden in 15,21 s Bronze gewann. Zudem belegte er mit der nationalen 4-mal-400-Meter-Staffel in 3:23,32 min den vierten Platz. Im Jahr darauf belegte er bei den CARIFTA Games in Nassau mit übersprungenen 1,95 m den vierten Platz im Hochsprung in der U20-Altersklasse und wurde im Achtkampf mit 4813 Punkten ebenfalls Vierter. Anschließend schied er bei den Commonwealth Youth Games in Port of Spain mit 57,64 s in der ersten Runde über 400 m Hürden aus und belegte im Hochsprung mit 1,90 m den neunten Platz. Bei den CARIFTA Games 2024 in St. George’s gewann er mit 5269 Punkten die Silbermedaille im Achtkampf und im Jahr darauf gelangte er bei den CARIFTA Games in Port of Spain mit 5726 Punkten den fünften Platz im Zehnkampf.
2023 wurde Huggins Landesmeister im Hochsprung.

## Persönliche Bestzeiten
- Hochsprung: 2,00 m, 9. April 2023 in Nassau